# NGC 2130
NGC 2130 (również ESO 86-SC37) – gromada otwarta, znajdująca się w gwiazdozbiorze Złotej Ryby. Należy do Wielkiego Obłoku Magellana. Odkrył ją John Herschel 2 listopada 1834 roku.